# Стражник
Стра́жник — назва посад у Речі Посполитій (XVI—XVIII ст.) і Російській імперії (XIX—XX ст.).

## Річ Посполита
Стражник — військова посада (уряд) у Речі Посполитій. Існувало декілька ступенів стражників:
Стражник великий (лат. praefectus excubiarum seu vigiliarum) був урядом штабу генерального, який ділився для Польщі і Литви на стражника великого коронного і стражника великого литовського. По значимості поступався лише урядам гетьмана коронного і польного. При командуванню військом королем він відповідав за безпеку на марші, командував передньою сторожею, виставляв охорону, чатових навколо табору. При командуванні військом великим гетьманом ці функції виконував польний гетьман. Стражників великих з середини XVII ст. призначав король за поданням великого гетьмана. До XVIII ст. це був титулярний уряд, з 1768 їх ввели до переліку достойників держави.
Стражник польний — військовий уряд, що виник на межі XV—XVI ст. на півдні України для командування сторожевими постами у прикордонних теренах з Степом. Його виконував переважно один з командувачів оборони поточної. Уряд вважався четвертим по значимості після урядів гетьманів великого і польного, стражника великого. Ділився на уряди стражника польного коронного і стражника польного литовського. Через необхідність забезпечення оборони від татар уряд не приваблював вихідців з родин магнатів і його виконували переважно вихідці середньої шляхти, отримуючи немалу платню.
Стражники воєводські і повітові були найнижчими урядовцями у Великому князівстві Литовському. Вони повинні були забезпечувати збір посполитого рушення шляхти свого воєводства чи повіту. У ієрархії земських урядів вони займали 22 місце з 26.

## Російська імперія
Стражник — розмовна назва нижніх чинів у спеціальних різновидах сторожі, в Російській імперії. Стражник — також загальна назва осіб, які охороняли когось або щось.
1. засічний[1];
2. земський (від 1866 року)[2];
3. карантинний (від 1832 року)[3];
4. конвойний[4];
5. корчемний (з XVIII століття)[5];
6. митний (від 1819 року);
7. поліцейський (1903-1917)
8. прикордонний (від 1893 року)[6];
9. сільський (від 1903 року);
10. тюремний[7]